# Andrij Fedoriv
Andrij Romanovytj Fedoriv (ukrainska: Андрій Романович Федорів, ryska: Андрей Романович Федорив: Andrej Romanovitj Fedoriv), född den 11 augusti 1963 i Lviv i Ukrainska SSR, Sovjetunionen, är en sovjetisk före detta friidrottare som tävlade i kortdistanslöpning. 
Fedorivs främsta merit är bronsmedaljen på 200 meter från EM 1986 i Stuttgart. Han ingick i det sovjetiska stafettlag på 4 x 100 meter som blev silvermedaljörer vid VM 1987 i Rom. Han sprang där bara i försöken och inte i finallaget. 
Han deltog vidare vid två olympiska spel. Vid Olympiska sommarspelen 1992 sprang han i OSS stafettlag på 4 x 100 meter som slutade på femte plats. 
Vid Olympiska sommarspelen 1996 blev han utslagen i försöken på 200 meter och i kvartsfinalen på 100 meter. 
Andrij Fedoriv är far till Aleksandra Fedoriva.

## Personliga rekord
- 100 meter - 10,19 från 1997
- 200 meter - 20,53 från 1986